# にほんばし蔵前郵便局
にほんばし蔵前郵便局（にほんばしくらまえ ゆうびんきょく）は、東京都台東区蔵前の蔵前JPテラスにある郵便局。
ゆうゆう窓口のみを設置する。貯金、保険窓口、ゆうちょ銀行ATMの設置はない。（同じ蔵前JPテラスのオフィス棟1階にあるくらまえ橋郵便局を利用する事になる)

## 歴史
- 2024年5月5日 - 蔵前JPテラスに開局。

## 取扱内容
- 郵便、印紙、ゆうパック
- 中央区内の一部地域（〒103-xxxx）の集配業務。尚、局所在地は台東区だが台東区内は集配をしない（浅草郵便局の担当）

東京都中央区にある日本橋郵便局が行っていた集配業務、ゆうゆう窓口、私書箱、後納郵便等に関する手続きを取扱う。

## アクセス
- 都営浅草線 蔵前駅（A1a出口）から徒歩3分。